# Aclopus parvulus
Aclopus parvulus är en skalbaggsart som beskrevs av Ohaus 1910. Aclopus parvulus ingår i släktet Aclopus och familjen Aclopidae. Inga underarter finns listade i Catalogue of Life.